# Mizuno Rentarō
Pour les articles homonymes, voir Mizuno (homonymie).
Mizuno Rentarō est un nom japonais traditionnel ; le nom de famille (ou le nom d'école), Mizuno, précède donc le prénom (ou le nom d'artiste).
Mizuno Rentarō (水野 錬太郎) (3 février 1868 - 25 novembre 1949) est un homme politique japonais qui fut trois ministre de l'Intérieur.

## Biographie
Fils d'un samouraï au service du domaine d'Akita, Mizuno est né à la résidence du domaine à Edo dans l'actuel quartier d'Asakusa. Il sort diplômé en droit de l'université impériale de Tokyo en 1892. L'un de ses camarades d'études est le futur Premier ministre Wakatsuki Reijirō. Hozumi Nobushige présente Mizuno à Shibusawa Eiichi, qui lui offre un emploi dans sa banque. Cependant, Mizuno préfère accepter l'offre d'Ume Kenjirō pour entrer au ministère de l'Agriculture et du Commerce et opte pour une carrière de bureaucrate au gouvernement. En 1894, il entre au ministère de l'Intérieur, d'abord au département des mines, puis à de nombreux autres postes.
Il est l'un des délégués japonais à la convention de Berne pour la protection des œuvres littéraires et artistiques en Suisse et durant laquelle est promulguée la première version de la loi sur le droit d'auteur au Japon (en) en 1899.
Sur l'invitation de Hara Takashi, Mizuno rejoint le parti politique Rikken Seiyūkai et est nommé à la chambre des pairs de la diète du Japon. Dans le cabinet de Terauchi Masatake, il est nommé ministre de l'Intérieur pour la première fois.
De 1919 à 1922, Mizuno occupe le poste de gouverneur civil au sein du gouvernement-général de Corée, une fonction qui le rend chef de l'administration civile de la Corée japonaise. Il est considéré comme particulièrement adapté pour ce rôle, étant familier avec les systèmes de surveillance des résidents coréens au Japon et fort de l'expérience dans la répression des émeutes du riz de 1918 pendant qu'il était ministre de l'Intérieur. Durant son passage en Corée, il étend grandement l'infrastructure téléphonique du pays, ce qui a des bénéfices aussi bien sur l'économie que sur la sécurité. Le 25 décembre 1920, Mizuno est décoré du Grand Cordon de l'ordre du Soleil levant.
Mizuno retourne au cabinet comme ministre de l'Intérieur dans le gouvernement de Katō de 1922 à 1923, laissant le poste à Gotō Shinpei le lendemain du séisme de Kantō de 1923. Fin 1923, après l'incident de Toranomon, il est nommé ministre de l'Intérieur pour la troisième fois dans le cabinet de Kiyoura Keigo.
De 1927 à 1928, Mizuno est ministre de l'Éducation. Il prend des dispositions pour purger les professeurs gauchistes des 7 université impériales et pour bannir les groupes d'étudiants gauchistes radicaux.
En 1928, le Premier ministre Tanaka Giichi tente de nommer son proche ami Fusanosuke Kuhara, un homme d'affaires connu pour sa politique radicale d'extrême-droite et membre de la diète depuis cinq ans, au poste de ministre de l'Intérieur. Mizuno démissionne pour protester, ce qui aurait dû provoquer la chute du gouvernement Tanaka. Cependant, Tanaka transmet un message de l'empereur Hirohito à Mizuno pour lui demander de ne plus démissionner. L'incident provoque un tollé à la chambre des pairs et menace de déclencher une crise constitutionnelle (en) car cela signifie que l'empereur viole la règle de ne pas interférer directement dans la politique et son action est perçue comme favorable au Rikken Seiyūkai sur son rival, le Rikken Minseitō. Mizuno est forcé de démissionner de nouveau et Tanaka tombe en disgrâce auprès de l'empereur. L'incident est l'une des raisons de la démission de Tanaka en 1929.
Dans ses dernières années, Mizuno est président de la société japonaise des droits des auteurs, des compositeurs et des éditeurs, entre autres postes. Le 17 avril 1938, il est décoré de l'ordre des fleurs de Paulownia. À la fin de la Seconde Guerre mondiale, il est arrêté par les forces d'occupation américaines et incarcéré à la prison de Sugamo en tant que criminel de classe-A en raison de sa fonction de vice-président d'honneur de la Dai-Nippon Koa Domei (« Alliance japonaise pan-asiatique »), une société nationaliste de la guerre, mais est libéré le 1er septembre 1947 sans avoir été jugé. Il meurt en 1949.